# Luciano Cimmino
Luciano Cimmino (Napoli, 23 giugno 1944) è un imprenditore, dirigente d'azienda e politico italiano.
Presidente della Pianoforte Holding, società controllante imprese che operano nel settore dell'abbigliamento a cui fanno capo i marchi Carpisa, Yamamay e Jaked.
È stato membro della Camera dei Deputati dal 2013 al 2015, eletto con Scelta Civica.

## Biografia
Cimmino si diploma ragioniere nel 1963 ed inizia a lavorare nell'azienda paterna di rappresentanze tessili a Napoli.
Nel 1975 assume le rappresentanze di aziende allora leader di mercato, come la Bassetti e la Stefanel.
Nel 1983 fonda con un gruppo di soci il marchio Original Marines. Per i primi dieci anni queste produzioni sono in gran parte realizzate in Brasile e nel 1988 l'allora Presidente della Repubblica Brasiliana José Sarney conferì a Cimmino la Commenda dell’Ordine di Rio Branco, la più alta onorificenza riservata a cittadini stranieri dal Brasile.
All'inizio degli anni 2000 Luciano Cimmino lascia il suo ruolo di Presidente del CdA della Original Marines, liquidando totalmente la propria partecipazione, e nel 2001 nascono i marchi Yamamay e Carpisa con la Famiglia Carlino.

### Attività politica
Alle elezioni politiche del 2013 viene candidato alla Camera dei deputati, tra le liste di Scelta Civica per l'Italia del Presidente del Consiglio uscente Mario Monti, come capolista nella circoscrizione Campania 1, ed eletto.
Il 13 luglio 2015 si dimette dalla Camera dei Deputati; interpellato dall'ANSA afferma: "Motivi personali mi hanno portato a questa decisione, senza Mario Monti per me è venuto meno un punto di riferimento fondamentale". Gli subentra come deputato Giovanni Palladino.
In vista delle elezioni politiche del 2022 finanzia con 50.000 € Azione di Carlo Calenda.